# ئی‌ام‌دی اف۴۰سی
ئی‌ام‌دی اف۴۰سی (انگلیسی: EMD F40C) یک لوکوموتیو دیزلی ساخت شرکت جنرال موتورز الکترو-موتیو دیویژن بوده است.
این لوکوموتیو که در سال ۱۹۷۴ تولید می‌شده دارای ۱۶ سیلندر و ۳۲۰۰ اسب بخار توان خروجی بوده است.